# Férolles-Attilly
Férolles-Attilly est une commune française située dans le département de Seine-et-Marne, en région Île-de-France.

## Géographie

### Localisation
Férolles-Attilly est situé à environ 31 km à l'est-sud-est de Paris (proche du Val-de-Marne), sur le plateau de la Brie, et à 5 km au Nord de Brie-Comte-Robert.

### Communes limitrophes
| Lésigny 1,2 km |                          | Ozoir-la-Ferrière 4,5 km |
|                | Férolles-Attilly         | Chevry-Cossigny 3,1 km   |
| Servon 4,1 km  | Brie-Comte-Robert 5,7 km |                          |

### Géologie et relief
La commune fait partie de la plaine agricole de la Brie. Son altitude varie de 72 mètres à 107 mètres pour le point le plus haut, le centre du bourg se situant à environ 94 mètres d'altitude (mairie). Elle est classée en zone de sismicité 1, correspondant à une sismicité très faible.

### Hydrographie

#### Réseau hydrographique

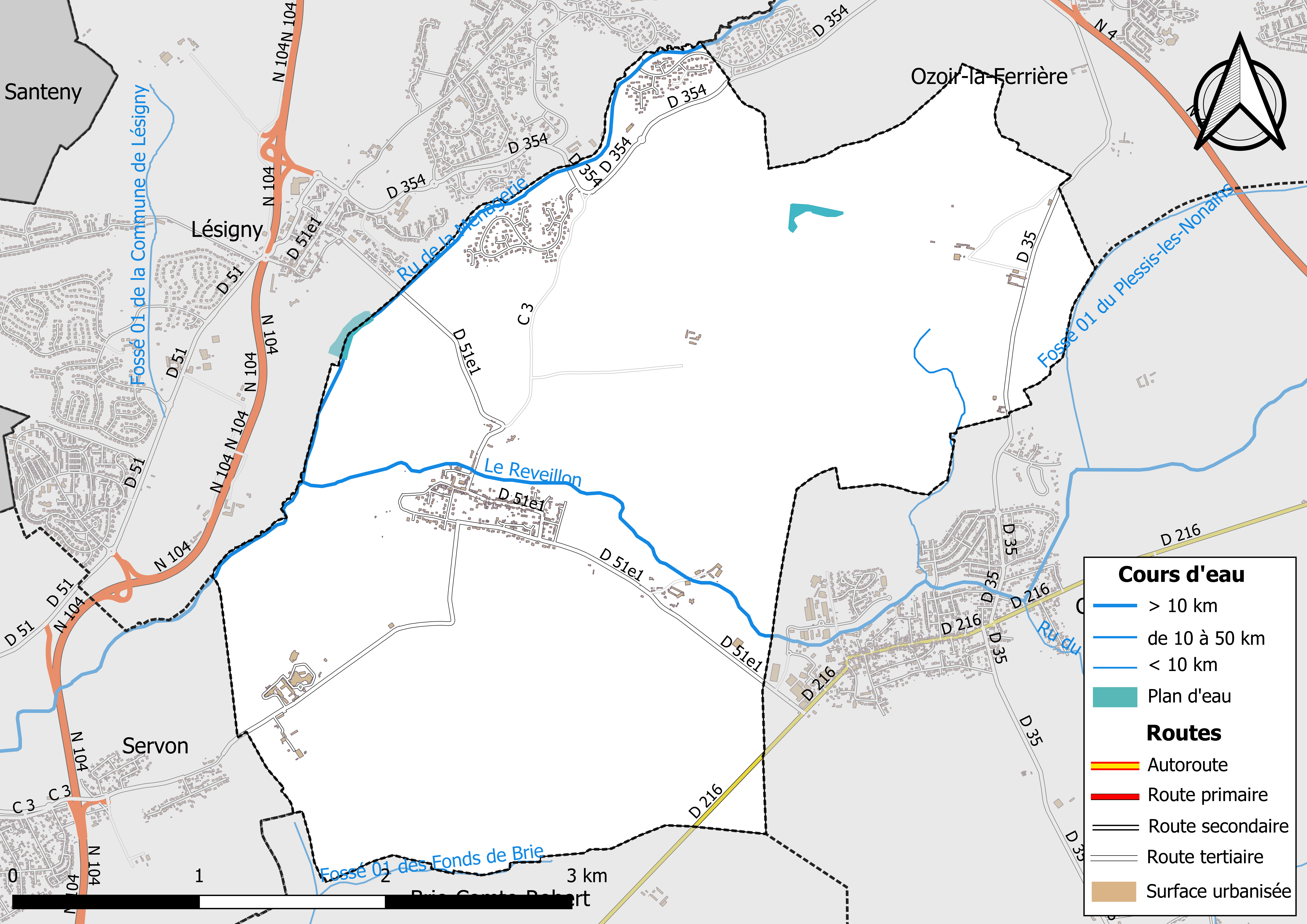
Carte des réseaux hydrographique et routier de Férolles-Attilly.

Le réseau hydrographique de la commune se compose de cinq cours d'eau référencés :
- le Réveillon, long de 21,60 km[3] ;
  - le fossé 01 de la Commune de Chevry-Cossigny, 1,77 km[4], affluent du Réveillon ;
- le ru de la Menagerie, long de 10,99 km[5].
- le ru des Prés de Forcilles, 1,02 km[6], qui conflue avec le ru de Cornillot ;
  - le fossé 01 des Fonds de Brie, 1,35 km[7], qui conflue avec le ru des Prés de Forcilles.

La longueur totale des cours d'eau sur la commune est de 8,04 km.

#### Gestion des cours d'eau
Afin d’atteindre le bon état des eaux imposé par la Directive-cadre sur l'eau du 23 octobre 2000, plusieurs outils de gestion intégrée s’articulent à différentes échelles : le SDAGE, à l’échelle du bassin hydrographique, et le SAGE, à l’échelle locale. Ce dernier fixe les objectifs généraux d’utilisation, de mise en valeur et de protection quantitative et qualitative des ressources en eau superficielle et souterraine. Le département de Seine-et-Marne est couvert par six SAGE, au sein du bassin Seine-Normandie.
La commune fait partie du SAGE « Yerres », approuvé le 13 octobre 2011. Le territoire de ce SAGE correspond au bassin versant de l’Yerres, d'une superficie de 1 017 km2, parcouru par un réseau hydrographique de 450 kilomètres de long environ, répartis entre le cours de l’Yerres et ses affluents principaux que sont : le ru de l'Étang de Beuvron, la Visandre, l’Yvron, le Bréon, l’Avon, la Marsange, la Barbançonne, le Réveillon. Le pilotage et l’animation du SAGE sont assurés par le syndicat mixte pour l’Assainissement et la Gestion des eaux du bassin versant de l’Yerres (SYAGE), qualifié de « structure porteuse ».

### Climat
Pour des articles plus généraux, voir Climat de l'Île-de-France et Climat de Seine-et-Marne.
En 2010, le climat de la commune est de type climat océanique dégradé des plaines du Centre et du Nord, selon une étude du CNRS s'appuyant sur une série de données couvrant la période 1971-2000. En 2020, Météo-France publie une typologie des climats de la France métropolitaine dans laquelle la commune est exposée à un climat océanique altéré et est dans la région climatique Sud-ouest du bassin Parisien, caractérisée par une faible pluviométrie, notamment au printemps (120 à 150 mm) et un hiver froid (3,5 °C).
Pour la période 1971-2000, la température annuelle moyenne est de 11 °C, avec une amplitude thermique annuelle de 15,3 °C. Le cumul annuel moyen de précipitations est de 697 mm, avec 11,3 jours de précipitations en janvier et 7,9 jours en juillet. Pour la période 1991-2020, la température moyenne annuelle observée sur la station météorologique la plus proche, située sur la commune de Mandres-les-Roses à 7 km à vol d'oiseau, est de 11,9 °C et le cumul annuel moyen de précipitations est de 698,3 mm,. Pour l'avenir, les paramètres climatiques de la commune estimés pour 2050 selon différents scénarios d'émission de gaz à effet de serre sont consultables sur un site dédié publié par Météo-France en novembre 2022.

### Milieux naturels et biodiversité

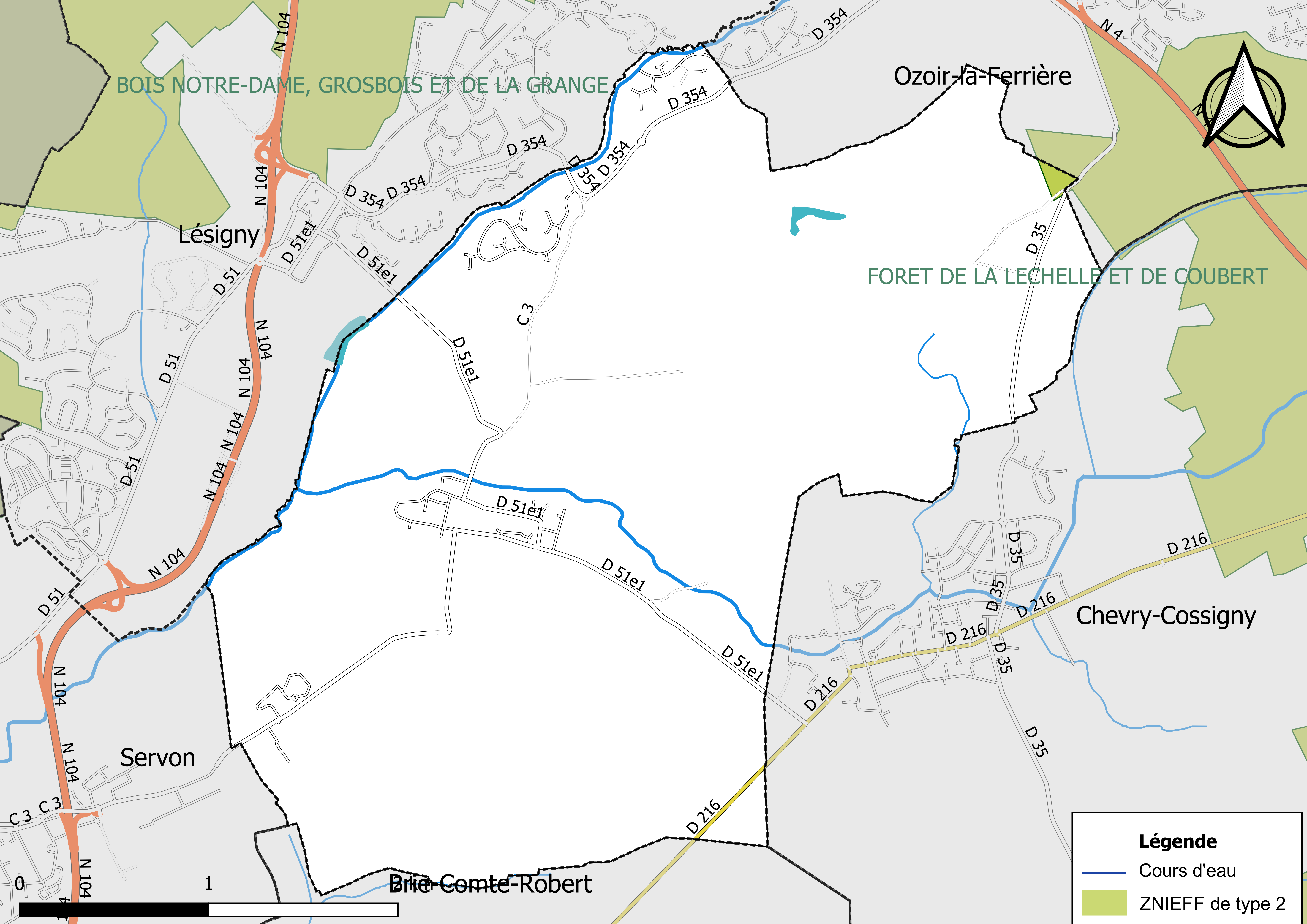
Carte des ZNIEFF de type 2 localisées sur la commune.

L’inventaire des zones naturelles d'intérêt écologique, faunistique et floristique (ZNIEFF) a pour objectif de réaliser une couverture des zones les plus intéressantes sur le plan écologique, essentiellement dans la perspective d’améliorer la connaissance du patrimoine naturel national et de fournir aux différents décideurs un outil d’aide à la prise en compte de l’environnement dans l’aménagement du territoire.
Le territoire communal de Férolles-Attilly comprend une ZNIEFF de type 2,,, 
la « forêt de la Léchelle et de Coubert » (2 069,22 ha), couvrant 9 communes du département.

### Transports
Elle est aisément accessible par la route nationale 4 et par l'ex-route nationale 19.

## Urbanisme

### Typologie
Au 1er janvier 2024, Férolles-Attilly est catégorisée bourg rural, selon la nouvelle grille communale de densité à sept niveaux définie par l'Insee en 2022.
Elle est située hors unité urbaine. Par ailleurs la commune fait partie de l'aire d'attraction de Paris, dont elle est une commune de la couronne,. Cette aire regroupe 1 929 communes,.

### Lieux-dits et écarts
La commune compte 53 lieux-dits administratifs répertoriés consultables ici (source : le fichier Fantoir) dont Férolles (où se trouve la mairie), Attilly.

### Occupation des sols
L'occupation des sols de la commune, telle qu'elle ressort de la base de données européenne d’occupation biophysique des sols Corine Land Cover (CLC), est marquée par l'importance des territoires agricoles (70,3 % en 2018), une proportion sensiblement équivalente à celle de 1990 (70,4 %). La répartition détaillée en 2018 est la suivante : 
terres arables (70,3% ), forêts (12% ), espaces verts artificialisés, non agricoles (9,6% ), zones urbanisées (5,4% ), milieux à végétation arbustive et/ou herbacée (2,8 %).
Parallèlement, L'Institut Paris Région, agence d'urbanisme de la région Île-de-France, a mis en place un inventaire numérique de l'occupation du sol de l'Île-de-France, dénommé le MOS (Mode d'occupation du sol), actualisé régulièrement depuis sa première édition en 1982. Réalisé à partir de photos aériennes, le Mos distingue les espaces naturels, agricoles et forestiers mais aussi les espaces urbains (habitat, infrastructures, équipements, activités économiques, etc.) selon une classification pouvant aller jusqu'à 81 postes, différente de celle de Corine Land Cover,,. L'Institut met également à disposition des outils permettant de visualiser par photo aérienne l'évolution de l'occupation des sols de la commune entre 1949 et 2018.

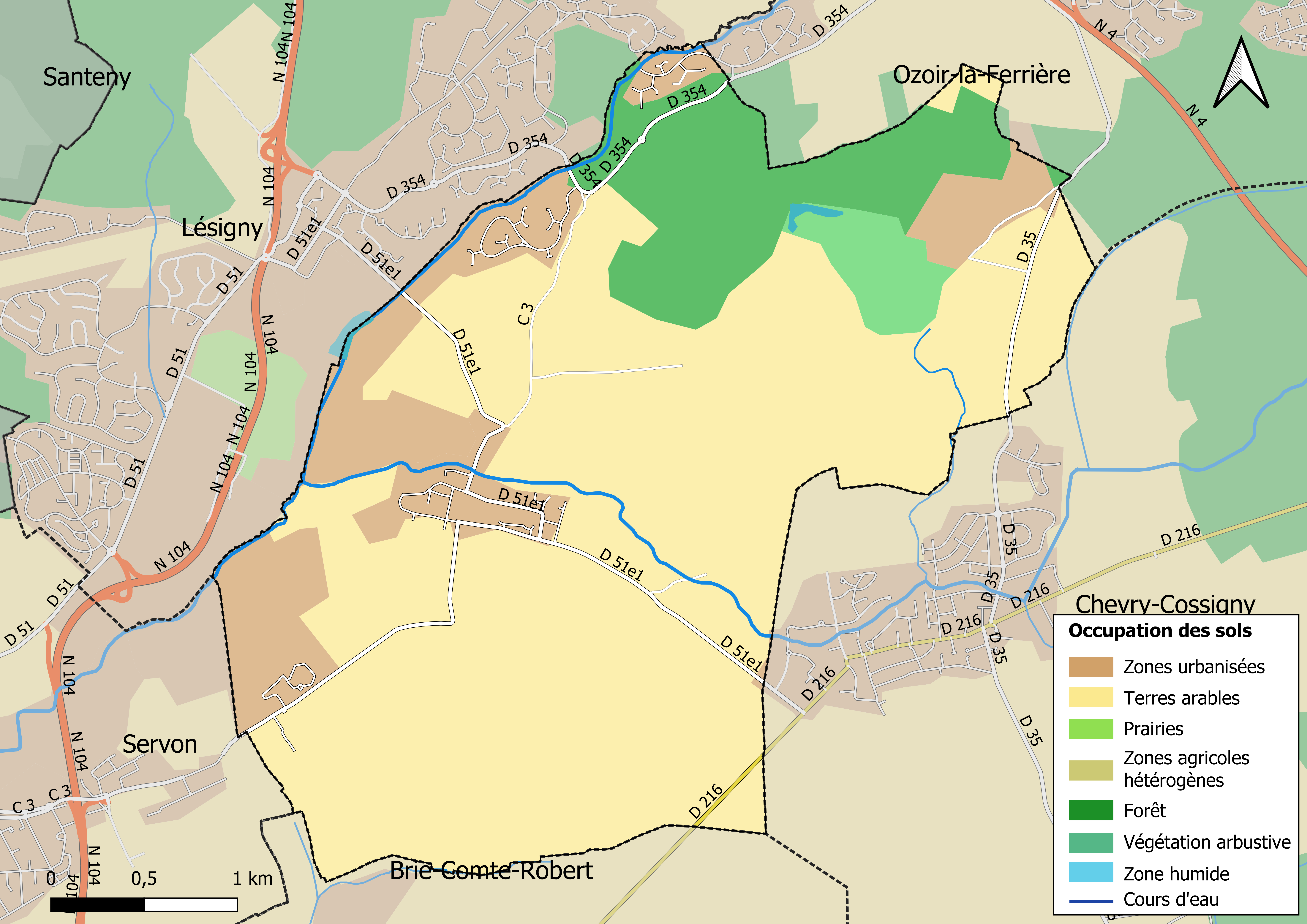
Carte des infrastructures et de l'occupation des sols en 2018 (CLC) de la commune.
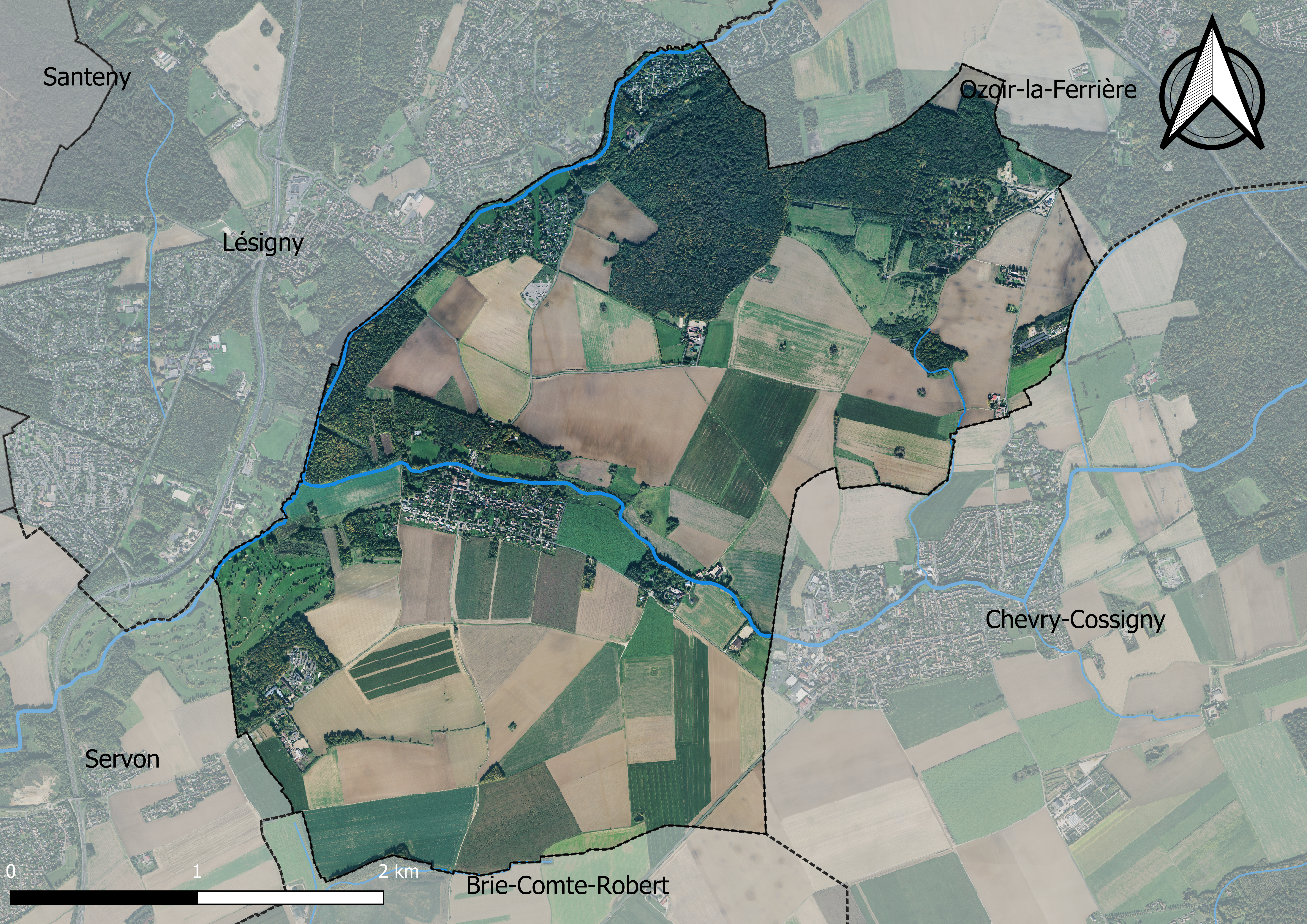
Carte orhophotogrammétrique de la commune.

### Planification
La commune disposait en 2019 d'un plan local d'urbanisme approuvé. Le zonage réglementaire et le règlement associé peuvent être consultés sur le Géoportail de l'urbanisme.

### Logement
En 2017, le nombre total de logements dans la commune était de 471 dont 93,1 % de maisons et 6,3 % d'appartements.
Parmi ces logements, 91,6 % étaient des résidences principales, 1,5 % des résidences secondaires et 6,9 % des logements vacants.
La part des ménages fiscaux propriétaires de leur résidence principale s'élevait à 87,7 % contre 9,5 % de locataires et 2,8 % logés gratuitement.

## Toponymie
Attilly a été réuni à Férolles par décret du 3 août 1808.
Férolles est mentionné sous les formes Villa de Ferroliis en 1189 ; Ecclesia de Ferrolis vers 1205, ; Ferrelles en 1215 ; Ferrolliae en 1246 ; Ferrolles en Brie en 1529 ; Farrolles en Brye en 1542 ;
Attilly est mentionné sous les formes Th. de Atilliaco en 1088 ; Atilleium en 1122 ; Decima de Attilleio en 1123 ; Attilli vers 1140 ; Atteleium en 1169 ; Atiniacum en 1170 ; Atili en 1177 ; Atilly en 1347 ; Athilliacum en vers 1350 (Pouillé) ; Atylly en 1512 ; Assily en Brye en 1540 ; Attilly en Brie en 1548.

## Histoire
Ces deux anciennes paroisses du diocèse de Paris, ont formé deux communes distinctes de 1790 à 1808, avant d'être réunies. L'église, sous le vocable de saint Germain d'Auxerre, est l'ancienne église de Férolles (où se trouve aussi la mairie). L'église d'Attilly, disparue, était sous le vocable de saint Julien de Brioude.
La terre d'Attilly fut acquise par Claude de Bullion (1569-1640), riche surintendant des finances de Louis XIII, et érigée pour son fils Claude (II) en marquisat, avec union de Pamfou (à 35 km au sud-est) par lettres de mars 1668, enregistrées en 1670. Il ne dura pas longtemps : après sa mort (14 janvier 1677), le marquisat fut démembré, son fils Claude-Louis ayant vendu Pamfou dès 1683. 

## Politique et administration

### Rattachements administratifs et électoraux
Férolles-Attilly se trouve dans le département de Seine-et-Marne. Rattachée depuis la Révolution française à l'arrondissement de Melun, elle intègre le 1er janvier 2017 l'arrondissement de Torcy afin de faire coïncider les limites d'arrondissement et celles des intercommunalités.
Elle fait partie depuis 1988 de la neuvième circonscription de Seine-et-Marne.
La commune faisait partie 1793  du canton de Brie-Comte-Robert avant d'être rattachée au canton d'Ozoir-la-Ferrière dans le cadre du redécoupage cantonal de 2014 en France.

### Intercommunalité
La commune est membre de la communauté de communes Les Portes Briardes Entre Ville et Forêts, créée fin 2010.

### Liste des maires
| Période                                  | Période  | Identité             | Étiquette | Qualité |
| ---------------------------------------- | -------- | -------------------- | --------- | --- |
| Les données manquantes sont à compléter. |          |                      |           | |
| 1908                                     | 1912     | Georges Drouin       |           | |
| 1912                                     | 1917     | M. Petitot           |           | |
| 1917                                     | 1940     | Georges Drouin       |           | |
| 1940                                     | 1950     | Lucien Hebert        |           | |
| 1950                                     | 1971     | Paul Sueur           |           | |
| 1971                                     | 1977     | M. Cailloce          |           | |
| 1977                                     | 1983     | Michel Hebert        |           | |
| 1983                                     | 1989     | Jean-Marie Petit     |           | |
| 1989                                     | 1995     | Roger Vigouroux      |           | |
| juin 1995                                | 2014     | Éric Gizolme         |           | |
| 2014                                     | En cours | Anne-Laure Fontbonne | LR        | Conseillère départementale d'Ozoir-la-Ferrière (2015 → ) Vice-présidente du conseil départemental (2015 → ) Vice-présidente de la CC des Portes Briardes (2014 → ) |

## Équipements et services

### Eau et assainissement
L’organisation de la distribution de l’eau potable, de la collecte et du traitement des eaux usées et pluviales relève des communes. La loi NOTRe de 2015 a accru le rôle des EPCI à fiscalité propre en leur transférant cette compétence. Ce transfert devait en principe être effectif au 1er janvier 2020, mais la loi Ferrand-Fesneau du 3 août 2018 a introduit la possibilité d’un report de ce transfert au 1er janvier 2026,.

#### Assainissement des eaux usées
En 2020, la gestion du service d'assainissement collectif de la commune de Férolles-Attilly est assurée par le syndicat interdépartemental pour l'assainissement de l'agglomération parisienne (SIAAP) pour le transport et la dépollution,,.
L’assainissement non collectif (ANC) désigne les installations individuelles de traitement des eaux domestiques qui ne sont pas desservies par un réseau public de collecte des eaux usées et qui doivent en conséquence traiter elles-mêmes leurs eaux usées avant de les rejeter dans le milieu naturel. Le Syndicat mixte Centre Brie pour l'ANC (SMCBANC) assure pour le compte de la commune le service public d'assainissement non collectif (SPANC), qui a pour mission de vérifier la bonne exécution des travaux de réalisation et de réhabilitation, ainsi que le bon fonctionnement et l’entretien des installations,.

#### Eau potable
En 2020, l'alimentation en eau potable est assurée par le SIAEP de Chevry-Cossigny, Férolles-Attilly qui en a délégué la gestion à l'entreprise Suez, dont le contrat expire le 30 novembre 2026,,.

## Population et société

### Démographie
L'évolution du nombre d'habitants est connue à travers les recensements de la population effectués dans la commune depuis 1793. Pour les communes de moins de 10 000 habitants, une enquête de recensement portant sur toute la population est réalisée tous les cinq ans, les populations de référence des années intermédiaires étant quant à elles estimées par interpolation ou extrapolation. Pour la commune, le premier recensement exhaustif entrant dans le cadre du nouveau dispositif a été réalisé en 2008.

En 2022, la commune comptait 1 251 habitants, en évolution de +3,13 % par rapport à 2016 (Seine-et-Marne : +3,92 %, France hors Mayotte : +2,11 %).
| 1793 | 1800 | 1806 | 1821 | 1831 | 1836 | 1841 | 1846 | 1851 |
| ---- | ---- | ---- | ---- | ---- | ---- | ---- | ---- | ---- |
| 248  | 256  | 209  | 342  | 291  | 332  | 315  | 304  | 346  |

| 1856 | 1861 | 1866 | 1872 | 1876 | 1881 | 1886 | 1891 | 1896 |
| ---- | ---- | ---- | ---- | ---- | ---- | ---- | ---- | ---- |
| 326  | 305  | 300  | 281  | 259  | 263  | 247  | 260  | 269  |

| 1901 | 1906 | 1911 | 1921 | 1926 | 1931 | 1936 | 1946 | 1954 |
| ---- | ---- | ---- | ---- | ---- | ---- | ---- | ---- | ---- |
| 273  | 257  | 233  | 213  | 218  | 237  | 215  | 193  | 214  |

| 1962 | 1968 | 1975 | 1982 | 1990  | 1999  | 2006  | 2008  | 2013  |
| ---- | ---- | ---- | ---- | ----- | ----- | ----- | ----- | ----- |
| 269  | 339  | 945  | 933  | 1 022 | 1 032 | 1 087 | 1 118 | 1 158 |

| 2018  | 2022  | - | - | - | - | - | - | - |
| ----- | ----- | - | - | - | - | - | - | - |
| 1 260 | 1 251 | - | - | - | - | - | - | - |

### Enseignement
La commune possède sa propre école primaire, appelée l'école des Clos, car elle se situe route d'Ozoir, entre le Clos Prieur et le Clos de la Vigne, qui dispose en 2017 de 4 classes maternelles et primaire, ainsi que d'une cantine et d'un centre de loisirs.

### Santé
La commune accueille l’hôpital Forcilles, propriété de la fondation Cognacq-Jay depuis 2015, spécialisé  en cancérologie, pneumologie et nutrition clinique. Il dispose d'une unité de soins palliatifs et accueille environ 15 000 patients par an, consultations comprises
Son propriétaire le rénove et le restructure  à partir de 2018 sur les plans du cabinet d’architectes Barbosa et Vivier, afin d’améliorer l’accueil des patients et visiteurs, le confort des 500 salariés et l’efficience des lieux.

### Sécurité
La commune de Férolles Attilly est gérée par le commissariat de Moissy-Cramayel
Les communes de Lésigny, Férolles-Attilly, Gretz-Armainvilliers, Tournan-en-Brie et Ozoir-la-Ferrière, regroupées au sein de la communauté de communes Les Portes Briardes Entre Ville et Forêts, ont créé en 2015 un conseil intercommunal de sécurité et de prévention de la délinquance.

## Économie

### Revenus de la population et fiscalité
En 2019, le nombre de ménages fiscaux de la commune était de 399, représentant 1 145 personnes et la  médiane du revenu disponible par unité de consommation  de 32 350 euros.

### Emploi
En 2018, le nombre total d’emplois dans la zone était de 754, occupant 548 actifs  résidants (dont 12,4 % dans la commune de résidence et 87,6 % dans une commune autre que la commune de résidence).
Le taux d'activité de la population (actifs ayant un emploi) âgée de 15 à 64 ans s'élevait à 68 % contre un taux de chômage de 5,5 %.
Les 26,6 % d’inactifs se répartissent de la façon suivante : 10,9 % d’étudiants et stagiaires non rémunérés, 6,5 % de retraités ou préretraités et 9,1 % pour les autres inactifs.

### Secteurs d'activité

#### Entreprises et commerces
Au 31 décembre 2019, le nombre d’unités légales et d’établissements (activités marchandes hors agriculture) par secteur d'activité était de 110 dont 7 dans l’industrie manufacturière, industries extractives et autres, 14 dans la construction, 20 dans le commerce de gros et de détail, transports, hébergement et restauration, 4 dans l’Information et communication, 5 dans les activités financières et d'assurance, 6 dans les activités immobilières, 23 dans les activités spécialisées, scientifiques et techniques et activités de services administratifs et de soutien, 18 dans l’administration publique, enseignement, santé humaine et action sociale et 13 étaient relatifs aux autres activités de services.
En 2020, 29 entreprises ont été créées sur le territoire de la commune, dont 23 individuelles.
Au 1er janvier 2021, la commune ne disposait pas d’hôtel et de terrain de camping.

#### Agriculture
Férolles-Attilly est dans la petite région agricole dénommée la « Brie française », (ou Basse-Brie), une partie de la Brie autour de Brie-Comte-Robert. En 2010, l'orientation technico-économique de l'agriculture sur la commune est diverses cultures (hors céréales et oléoprotéagineux, fleurs et fruits).
Si la productivité agricole de la Seine-et-Marne se situe dans le peloton de tête des départements français, le département enregistre un double phénomène de disparition des terres cultivables (près de 2 000 ha par an dans les années 1980, moins dans les années 2000) et de réduction d'environ 30 % du nombre d'agriculteurs dans les années 2010. Cette tendance se retrouve au niveau de la commune où le nombre d’exploitations est passé de 10 en 1988 à 7 en 2010. Parallèlement, la taille de ces exploitations augmente, passant de 87 ha en 1988 à 142 ha en 2010.
Le tableau ci-dessous présente les principales caractéristiques des exploitations agricoles de Férolles-Attilly, observées sur une période de 22 ans : 
|                                      | 1988 | 2000 | 2010 |
| ------------------------------------ | ---- | ---- | ---- |
| Dimension économique,                |      |      |      |
| Nombre d’exploitations (u)           | 10   | 8    | 7    |
| Travail (UTA)                        | 42   | 11   | 17   |
| Surface agricole utilisée (ha)       | 866  | 962  | 996  |
| Cultures                             |      |      |      |
| Terres labourables (ha)              | 859  | 954  | 987  |
| Céréales (ha)                        | 593  | 551  | 524  |
| dont blé tendre (ha)                 | 283  | 435  | 408  |
| dont maïs-grain et maïs-semence (ha) | 284  | 106  | 63   |
| Tournesol (ha)                       | s    |      |      |
| Colza et navette (ha)                | 19   | s    | 185  |
| Élevage                              |      |      |      |
| Cheptel (UGBTA)                      | 57   | 122  | 146  |

## Culture locale et patrimoine

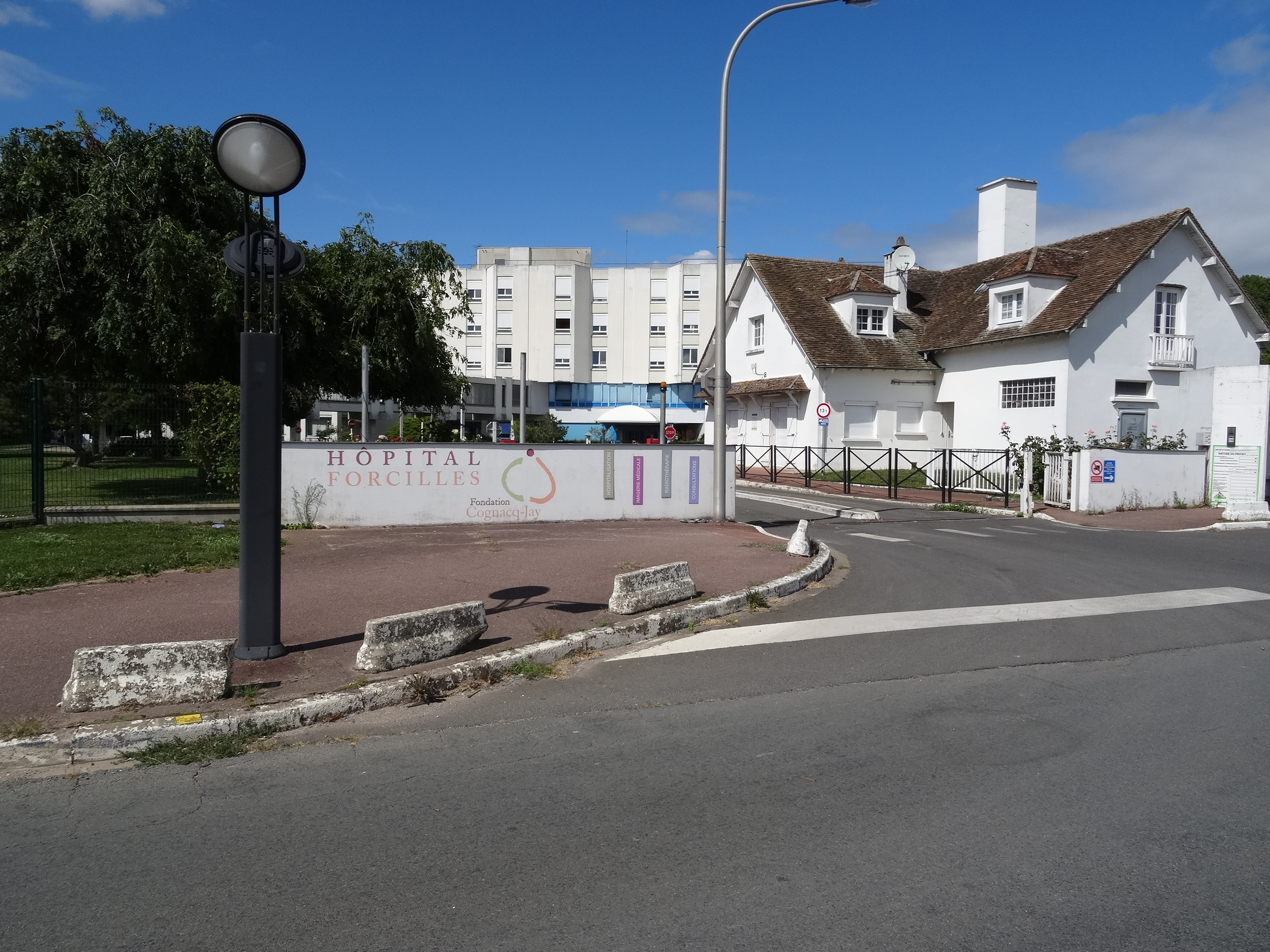
L'hôpital de Forcilles.

### Monuments et lieux remarquables
La commune compte deux monuments répertoriés à l'inventaire des monuments historiques (Base Mérimée) :
- Parc du domaine de Forcille  Inscrit MH[80] ;
- Parc du château de la Barre  Inscrit MH[81].

### Autres lieux et monuments

#### Église Saint-Germain
L'église Saint-Germain, sans doute reconstruite au XIIe siècle et restaurée en 1876-1877, de forme rectangulaire, comprend une tribune en bois au-dessus de la porte d'entrée est d'époque Louis XV. Elle est décorée d'un tableau de Jean Senelle La Descente de croix daté de 1663. Les Fonts baptismaux sont une cuve en pierre de forme ovale de 1,07 m de long, 0,74 m de large et de 0,83 m de haut datant du XVIe siècle.

#### Les châteaux
- Château de Forcilles, situé au sud de Férolles, d'époque Louis XVI, qui abrite l'hôpital de Forcilles depuis les années 1960[82].
- Château d'Attilly, XIXe siècle.
- Château de la Barre, XVIIe siècle.

#### Le zoo du bois d'Attilly
Le Zoo du bois d'Attilly, est dans une zone boisée de 20 ha. Il a été repris en 2016 par Sauveur Ferrara, où a ouvert en 2017 une section consacrée aux animaux d'Amérique du Nord.

### Personnalités liées à la commune
- Claude de Bullion, surintendant des finances de Louis XIII, seigneur d'Attilly, et son fils, marquis d'Attilly.
- Joseph-Antoine Le Febvre de La Barre (1622-1688), gouverneur de la Nouvelle-France ;
- Antoine II Le Febvre de La Barre, prévôt des marchands de Paris ;
- François-Jean Lefebvre de La Barre (1745-1766), chevalier de La Barre, né au château de La Barre, poursuivi sans preuves pour avoir profané une statue du Christ, condamné à mort et exécuté à Abbeville, le 1er juillet 1766. Voltaire a pris sa défense ;
- Adrien Fabré (1756-1847), chirurgien de la marine royale à bord de l'Hermione, né à Vallet, enterré au cimetière ;
- Paul Mercey (1923-1988), acteur suisse, décédé dans sa maison ;
- Lucette Sahuquet (1926-1987), comédienne française, femme de Robert Castel, enterrée au cimetière.
- Marcel Hamel (1933-2009), artiste peintre, vécut à Férolles-Attilly.

### Héraldique
| Blason de Férolles-Attilly | Blason  | D'azur à chevron d'or accompagné en chef de deux tours d'argent pour ce qui est de Férolles (Seigneurie de la Barre) et en pointe de trois fasces ondées d'argent surmontées d'un lion issant d'or pour ce qui est d'Attilly (Claude de Bullion Marquis d'Attilly) |
| Blason de Férolles-Attilly | Détails | Blason créé par Jean-Claude Rouch |